# Franzenheim
Franzenheim est une municipalité de la Verbandsgemeinde Trier-Land, dans l'arrondissement de Trèves-Sarrebourg, en Rhénanie-Palatinat, dans l'ouest de l'Allemagne.